# Hélène de Montgeroult
Hélène de Montgeroult (IPA: [mɔ̃ʒɛʁu]; született Hélène Antoinette Marie de Nervo; Lyon, 1764. március 2. – Firenze, 1836. május 20.) francia zeneszerző és zongoraművész, akit korának egyik legkiválóbb fortepianistájaként és improvizátoraként tartottak számon. „Kiváló érzékkel és az analízis szellemével megáldva a legnagyobb zongoratudásra tett szert, amelyet abban a korban egy nő megszerezhetett.”
Életrajzírója, Jérôme Dorival szerint híd volt a klasszicizmus és a romantika,  s egyben a hiányzó láncszem  Mozart és  Chopin között.

## Élete

### AzAncien régimeidejében
Hélène de Nervo egy újkeletű nemesi családban született. Apja, Jean-Baptiste de Nervo számos bírósági tisztséget töltött be Lyonban. Első fokú nemesi címeit saját apjától örökölte, aki azokat – mint  a pénzverde, a területi adminisztráció királyi ellenőre és a lyoni bíróság elnökségének tanácsosa – megvásárolta.  Tehát birtokaik Beaujolais-ban (J. A. Rique-től, Hélène keresztapjától), Oingt-ban és Theizé-ben (Château de Rochebonne)-ban nem a nemesi cím velejárói voltak. Édesanyja, Anne Marie Sabine Mayeuvre de Champvieux családja a lyoni hegyekben birtokolt földeket (Champvieux uradalma Saint-Germain-au-Mont-d'Or-ban) és maga is néhány évvel korábban szerezte meg nemesi címeit egy tanácsnoki tisztség révén.
Korai éveinek egy részét Párizsban töltötte, ahol öccsét, az 1765-ben született Christophe Olympe de Nervo-t keresztelték és ahol  Nicolas-Joseph Hüllmandel, Jan Ladislav Dussek, a  „hamburgi Bach” tanítványai oktatták zenére. Hüllmandelnek lehetett nagyobb szerepe, mert ő 1780-tól 11 évig, míg Dussek 1786-tól négy  évig élt és tanított Pàrizsban. (Dussek 1807 és 1812 közötti párizsi tartózkodása idején Montgeroultnak már nem volt szüksége tanárra.) Egyes források  Muzio Clementi-t (1752-1832) is említik tanáraként, de Clementi 1780 és 1782 közötti európai koncertkörútja során csak nagyon rövid ideig volt Párizsban.
Zongorista tehetségét  híres párizsi szalonokban, például Madame  Vigée-Lebrun, a Rochechouart család, Madame de Staël és Madame de Genlis szalonjában, valamint saját szalonjában mutatta be.
1784-ben férjhez ment a nála 28 évvel idősebb André Marie Gautier de Montgeroult márkihoz, nyugalmazott dandártábornokhoz.
1785 novemberében ismerkedett meg  Giovanni Battista Viotti hegedűművésszel, akivel életre szóló művészi barátságot kötött. Louis de Trémont emlékiratai szerint az 1780-as évek második felében angol nyelvórákért cserébe zongoraórákat adott – pontosabban etűdöket komponált – egy fiatal barátjának, aki a nyarakat nála töltötte  Champagneban. Jerôme Dorival úgy véli, hogy ez a fiatalember a későbbi zongoravirtuóz, Johann Baptist Cramer volt.

### Afrancia forradalomelső éveiben
A francia forradalom első éveiben a márki és felesége az alkotmányos monarchia bevezetését pártoló mérsékelt forradalmárok, valamint a kor néhány jelentős politikai személyiségének (nevezetesen Jean-Sylvain Bailly) körében mozgott. Különösen a Jakobinus klubban, majd később a Feuillantinus klubban tevékenykedtek. Ezekben a klubokban ismerkedhettek meg Hugues-Bernard Maret és Charles-Louis Huguet de Sémonville diplomatákkal, valamint Maret pártfogoltjával Charles-Antoine-Hyacinthe His-szel (1769-1851), a francia kormány hivatalos orgánuma, a Moniteur egyik szerkesztőjével, akik később fontos szerepet játszottak Montgeroult életében.
Hélène de Montgeroult részt vett a Théâtre de Monsieur, majd a Viotti által rendezett Théâtre Feydeau zenei műsoraiban. 1791-ben, a Les deux Nicodèmes dans la plaine de Jupiter című darabjának előadását követően Viottival együtt több politikai újság vitájába keveredett, amelynek során „kicsapongó csembalóművészként” emlegették.

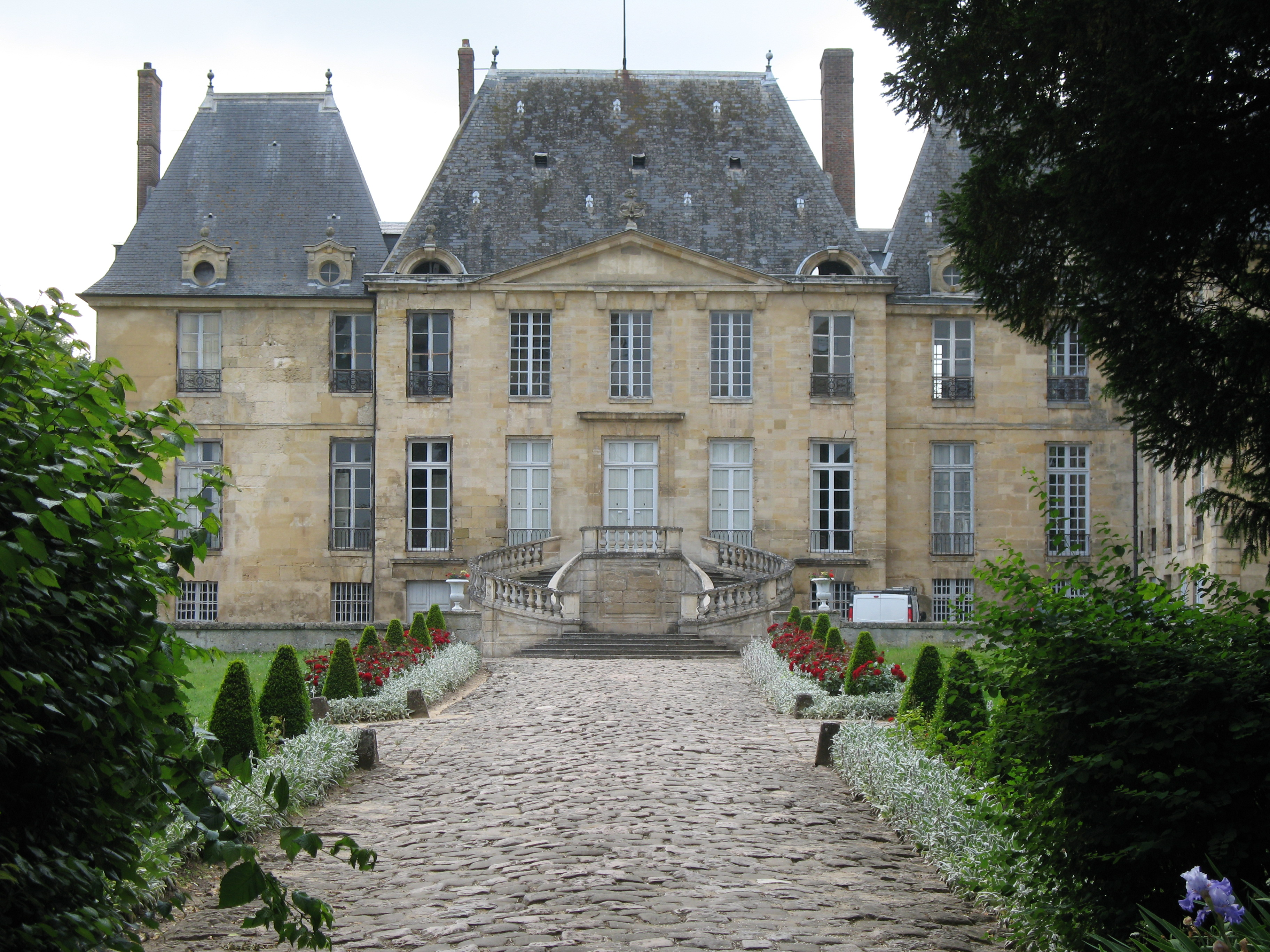
A Montgeroult kastély

Ezekben az években a montgeroult-i kastélyban, 
montmorencybeli rezidenciáikban és a párizsi rue du Faubourg-Saint-Honoré egyik házában éltek.
1792 júliusában csatlakoztak Hugues-Bernard Maret-hoz, akit Pierre Lebrun külügyminiszter  Londonba küldött tárgyalni, de az emigránsok vagyonát kezdetben csak zároló, aztán fokozatosan szigorodó, végül elkobzó törvények miatt még ugyanezen év decemberében visszatértek Franciaországba. Viszont az egyre erősödő terror miatt hamar belátták, hogy nem maradhatnak. ( XVI. Lajos 1793. január 21-i kivégzését követő hónapokban baráti körük több tagja is, pl. Madame Roland, Olympe de Gouges, Pierre Lebrun, guillotine alatt végezte.) 
A Paul Smith álnéven író Éduard Monnais szerint 1793 tavaszán a márkiné inkognitóban és férje nélkül Berlinbe indult, ahol sok francia menekült élt. Arról, hogy mi volt az utazás pontos célja, meddig jutott el, miért egyedül ment, nem maradt fenn információ: Útközben egy Schramm nevű híres öreg orgonistánál szállt meg, akinek legfőbb gondja az volt, hogy köszvénye miatt nem lesz képes március 31-én a húsvéti misén zenét szolgáltatni. Montgeroult – nem árulta el, hogy zenész – minden nap elkísérte az öreget a templomba és biztatta, hogy próbálkozzék, mert akkor Isten is megsegíti. Miközben az öreg kétségbeesetten erőlködött, a kottákból megtanulta a tervezett zenedarabokat, s az öreget a nagymisén – továbbra is inkognitóban – hatalmas sikerrel helyettesítette. Monnais – aki a párizsi opera igazgatóhelyettese volt, s a történetet magától Montgeroult-tól hallhatta – az orgonistát Peter Schrammnak nevezi, de leírása inkább a 16. században már  Sziléziában ismert, a 17. századtól pedig Szászországban élő zenészdinasztia két másik tagjára illik: Johann Christianra ill. Johann Jacobra. Vendéglátója révén ismerkedhetett meg az akkoriban már csak szűk német szakmai körökben ismert és méltányolt  Bach orgona- és csembalóműveivel, melyek hatását több művében is kimutatták.
A Nemzetgyűlés 1793.március 28-i rendelete az emigránsokat örökös száműzetéssel sújtotta, polgárjogilag halottnak nyilvánította, vagyonukat elkobozta és a száműzetést megszegőkre halálbüntetést szabott ki. Emigránsnak minősültek – néhány kivételtől eltekintve  –  lényegében mindazon francia állampolgárok, akik nem tudták a rendeletben előírt módon igazolni, hogy 1792 május 9-e óta megszakítás nélkül az országban tartózkodtak. 1793 júliusában nyílt lehetőségük Franciaország jogszerű elhagyására, amikor Maret-t  nápolyi nagykövetté, a márkit pedig ugyanoda katonai attasévá nevezték ki.

#### Maret és Sémonville diplomáciai missziójában
|  |  |  |

Útközben csatlakozott hozzájuk  a török portához kinevezett nagykövet Charles-Louis Huguet de Sémonville feleségével és kíséretével. Semonville azt a feladatot kapta, hogy megnyerje a szultánt, hogy ő is szálljon be a háborúba Ausztria ellen. (Semonville-t már egy évvel korábban kinevezték, de Chouseul-Gouffier, a még 1784-ben kinevezett francia nagykövet (francia) királypárti körökkel, valamint porosz  és angol diplomatákkal szövetkezve  elérte, hogy III Szelim szultán elutasítsa.) Fiatal tüzértiszt barátja, a későbbi I. Napóleon francia császár 1793. Április 3-án a korzikai Ajaccióból gratulált kinevezéséhez: „Nagy missziót bíztak önre. Hogy megnyissa a Bosporust a mi hajóink számára; hogy felrázza tespedtségéből a Fényes Portát; hogy előkészítse a francia lobogóknak és a janicsároknak jövőbeli találkozását Bécs falai alatt.“
Az eredeti terv szerint Marseilleből hajóval utaztak volna: Semonville Izmirbe,  Maret és a Montgeroult házaspár pedig Nápolyba, de a francia kikötők brit blokádja miatt az Alpokon való átkelésre kényszerültek. Piemontba érve Novate Mezzolánál az osztrákok, akiknek a franciák 1792 április 20-án hadat üzentek, letartóztatták őket. A misszió férfi tagjait (köztük Montgeroult márkit) a Mezzola-tó túlpartjára szállították, tíz napra Gravedona börtönébe zárták, majd a mantovai hercegek palotájában tartották fogva. Erről a korabeli magyar sajtó is beszámolt. Az osztrákok jó előre értesültek a misszióról, csapdát állítottak az utazóknak és a felszereléssel együtt a szultánnak szánt ajándékokat is elkobozták.
Montgeroult elbeszélése szerint a letartóztatás során a nőket és a gyermekeket puskatussal verték, miközben a férfiakat fegyveresek tartották sakkban. Miután a férfiakat elhurcolták és az expedíciót kifosztották, a szabadon engedett nőknek és gyermekeknek Vicosopranóbansikerült menedéket találniuk, ahonnan megpróbálták igénybe venni velencei, genovai, milánói és firenzei rokonaik támogatását. Erőfeszítéseik hiábavalóak voltak, mivel üzeneteik soha nem jutottak el a címzettekhez.
Montgeroult végül François Barthélemy francia miniszternél talált menedéket Baden-Badenben, ahol ismét találkozott Viottival is. Ott maradt 1793. október 23-ig. Férje viszont 1793. szeptember 2-án meghalt a mantovai börtönben. (Két évvel később rokonait a haza védőinek rangjára emelték.) Lamarte és Tasistro halála után a többiek (Camus, Beurnonville, Lamarque, Quinette, Bancal, Drouet és a két diplomata Maret és Sémonville) Kufsteinbe kerültek, ahonnan csak két évvel később, 1795 december 26-án szabadultak, amikor kicserélték őket XVI. Lajos és  Marie-Antoinette akkor 17 éves  lányára. (A küldetésnek eredetileg egy titkos célja is volt: Sémonville-nek  Toscanában, Hugues-Bernard Maret-nak pedig Nápolyban kellett volna tárgyalni Marie-Antoinette és családja szabadon engedéséért a béke fejében. De ezt Marie-Antoinette 1793. október 16-i kivégzése meghiúsította.) 
Franciaországban az eset – a  diplomáciai jog semmibevétele hatalmas felháborodást keltett. Az újságok még évekkel később is cikkeztek róla. (A kormány lapjában, a Moniteur-ban, Montgeroult későbbi férje, Charles-Antoine His ismertette az esetet.) 1796-ban a Nemzetgyűlés a fogságban meghaltakat mártírrá nyilvánította és hozzátartozóik számára segélyt utalt ki.

### A Terror éveiben
Montgeroultékat 1793. augusztus 1-jén egy a  Közbiztonsági Bizottság elnökének,  Bertrand Barère-nek címzett levélben feljelentették. A levélíró jól ismerte őket (tudott birtokvásárlásaikról, neki adták megőrzésre egyes ingóságaikat, mielőtt Nápolyba utaztak) és ismerte baráti körüket (pl. az akkor már ellenségnek vagy legalább is gyanúsnak tartott Mourgue volt minisztert és   Dumouriez tábornokot). Londoni tartózkodásukat, nápolyi kiküldetésüket – sőt fogságba esésüket is – álcázott szökési kísérletnek tartotta. Tisztázatlan, hogy a feljelentőt hazafias érzelmei motiválták, vagy a feljelentés elmulasztóit fenyegető büntetés,  vagy a feljelentőnek járó jutalom. Szeptember 14-én házkutatást tartottak otthonukban.
A Nemzetgyűlés 1794 április 16-i rendelete kitiltotta Párizsból és a nagyvárosokból az emberek bizonyos kategóriáit, köztük a nemeseket és a külföldieket. Ugyanakkor a Közbiztonsági Bizottság felhatalmazást kapott, hogy egyedi elbírálás alapján mentesíthesse a köztársaság számára hasznosnak ítélt személyeket a tartományokba való száműzetés alól. A határozatok lajstroma szerint 1794 április 26-án ilyen felmentést kapott "Gautier-Montgeroult polgár, művésznő, akinek férjét az osztrákok gyáván meggyilkolták, hogy tehetségét hazafias ünnepségeken kamatoztassa". Szerencséje volt.
A Montgeroultról szóló publikációkban többnyire nem ez a történet, hanem egy, a  19. század második felében Eugène Gautier tollából származó vadromantikus "helyszíni közvetítés" olvasható: Hélène de Montgeroult-t 1793-ban a Forradalmi Törvényszék nemesi származása miatt halálra itélte, s  bár prominens zenészek síkra szálltak érte azzal, hogy a Párizsi Konzervatórium számára nélkülözhetetlen, életét végül a Marseillaise témájára pianofortén improvizálva tudta csak megmenteni. 
Ez az „alkalmassági vizsga” nem lehetett 1793-ban, mert  a Párizsi Konzervatóriumot csak a Közoktatási Bizottság 1795 augusztus 3-i rendeletével hozták létre a királyi ének- és deklamációs iskola és a városi zeneiskola összevonásával. Ennek során átvették mindkét intézet teljes személyi állományát,, de Montgeroult neve azok listáján sem szerepel. 
Dorival, aki rendkívül szerteágazó irattári kutatásokat végzett,  sem a Forradalmi törvényszék periratai között, sem a Conciergerieben fogvatartottak listáján nem találta Montgeroult nevét. Gautier romantikus elbeszélésének igazi forrása  Louis François Dauprat francia kürtművész lehetett, aki 1798-ban a Konzervatórium növendéke és Hélène de Montgeroult közeli barátja volt, aki magától Montgeroult-tól hallhatta, hogy a Közbiztonsági Bizottság előtt bizonyítania kellett tehetségét.

### AFrancia direktóriuméveiben
1795. február 11-én megszületett egyetlen gyermeke: Horace His de La Salle (1795-1878). Annak apjával, Charles-Antoine-Hyacinthe His-szel – aki a francia kormány hivatalos orgánuma, a Moniteur szerkesztőjeként 1794 tavaszán a Közbiztonsági Bizottságnál közbenjárt a mártír hazafi özvegyének érdekében – 1797. június 1-jén kötött házasságot. 1803-ban elváltak.
1795 tavaszán adta ki első opuszát „Trois sonates” címen.
1795. augusztus 3-án  hirdették ki a Párizsi Konzervatóriumot létrehozó törvényt a zene- és táncművészet oktatására. Az új intézmény vezetésével egy igazgatótanács  – François-Joseph Gossec, Étienne Nicolas Méhul, Luigi Cherubini, André Grétry – lett megbízva, amelynek élén Bernard Sarrette, a "szervezésért felelős biztos" állt. A tanítás elsősorban hangszeres volt: főként fúvósok, néhány vonós és csembaló osztály. A zenészek képzése mellett a Konzervatórium feladata lett az egyes szakágak módszertanának kidolgozása és a nemzeti ünnepeken való részvétel.
A Közoktatási Bizottság 1795 október 15-i rendeletében meghatározta az oktatandó szakokat (hangszereket),  a betervezett 30 tanári állásra versenypályázatot írt elő,  a kiválasztást egy kilenc tagú zsűrire bízta. 
Röviddel később nyilvánosságra hozták a zsűritagok nevét és pontosították a verseny módját. 
Miután a pályázaton megfelelt, Hélène de Montgeroult-t 1795. november 22-én kinevezték első osztályú tanárnak a férfi zongoraosztály élére.  Összesen  12 első osztályú tanárt neveztek ki – köztük a kor több híres hangszeres művészét,  mint pl. Henry-Montan Barton,Pierre Rode és Pierre Gaviniès – ő volt az egyetlen nő. Éves fizetését, amely megegyezett férfi kollégáiéval, 2500 frankban állapították meg.  A tizenöt második osztályú tanár fizetése 2200 frank volt – nem volt köztük nő – , a három 3. osztályúé – köztük egyetlen egy nő – pedig 1600 frank. Marcel Vilcosqui zenetörténész rejtélyesnek tálalta Montgeroult kinevezését, és ennek okait annak "szabadkőműves tagságával" magyarázta, de érvelése nem meggyőző, mert a versenypályázat nyilvános volt és a koncertkarrier nem volt előfeltétel.
Miután két és fél évig tanított az illusztris intézményben, 1798. január 22-én, hivatalosan egészségügyi okokból, a Konzervatórium vezetőségének nagy sajnálatára lemondott. Dorival szerint visszavonulásának más oka is lehetett : nem őt, hanem  Jean-Louis Adamot bízták meg az intézet hivatalos zongorametodikájának elkészítésével. A második nő, aki a Konzervatóriumban ilyen magas posztot betölthetett, Louise Farrenc volt, aki 1842-től  1873-ig volt az intézet tanára.

### A konzulátus és a császárság évei alatt
Lemondása után teljes mértékben a billentyűs hangszerekre írt műveinek komponálásának és kiadásának szentelte magát. 1800-ban három zongoraszonátát adott ki a [Troupenas]-kiadónál Párizsban (op. 2), 1804. augusztus 25-én pedig az op. 3 „Pièce pour piano”-t. Életművének 4. és 5. opusát, a „Trois fantaisies” (nem maradt fenn példány) és a „Trois sonates”-t 1804 és 1807 között adta ki. Úgyszintén 1807-ben az évben jelent meg „6 Nocturnes” című gyűjteménye is (op. 6). Végül az 1810-es évek elején elkészült és megjelent a 114 etűdöt tartalmazó teljes kurzusa a fortepiano tanításához. 
A zeneszerzés mellett továbbra is megosztotta művészetét szalonjában, ahol barátait a "Mme de Montgeroult hétfői" rendezvényeire hívta össze. Ezek alkalmat adtak neki, hogy összehozza közeli barátait (mint például Maret, Gaspard de Prony és Girodet), és együtt zenéljen korának olyan zenészeivel, mint Alexandre Boucher, Giovanni Battista Viotti, Pierre Baillot, Luigi Cherubini és Rodolphe Kreutzer.

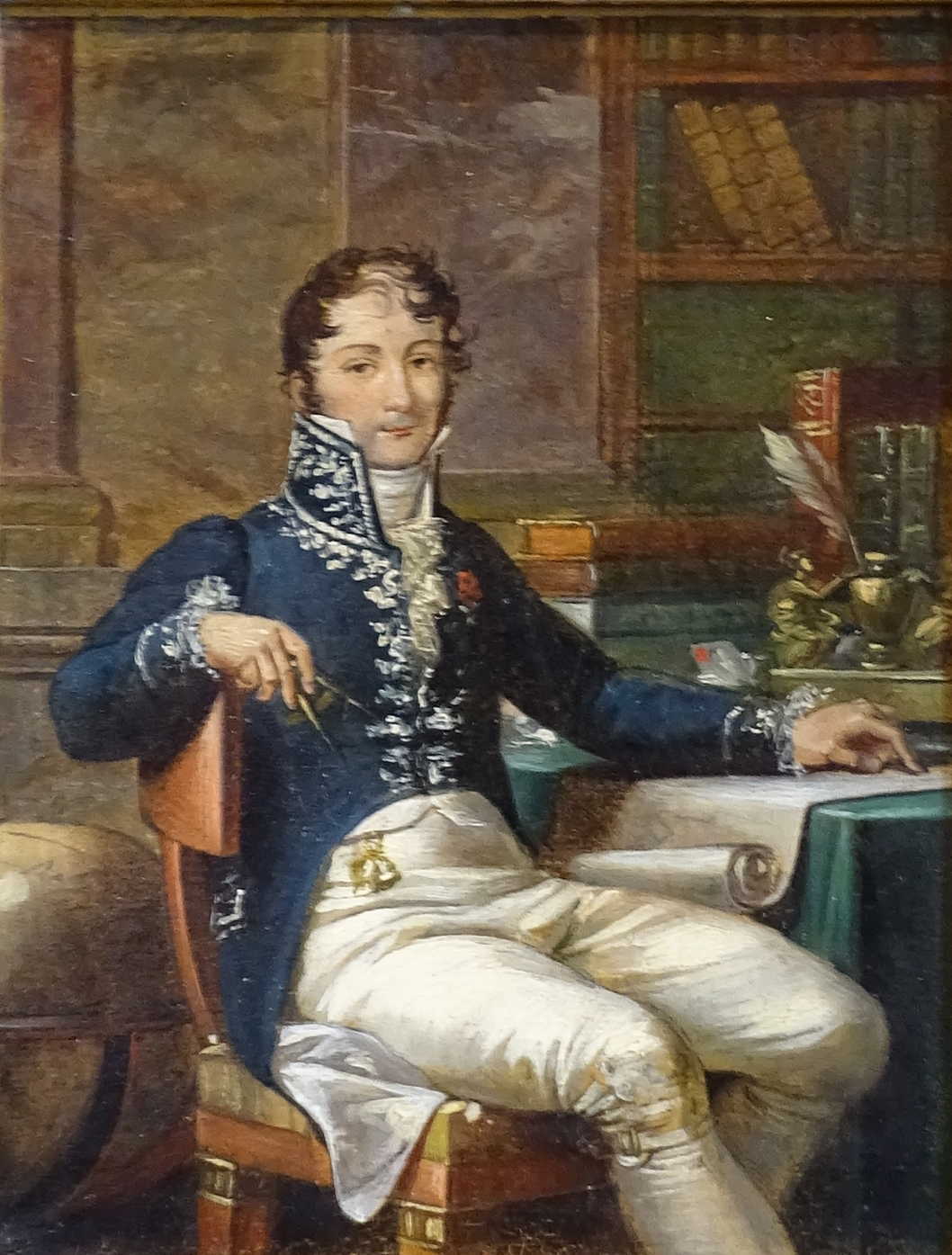

Ezekben az években kerülhetett közelebb a nála 15 évvel fiatalabb Louis Trémont báróhoz (1779-1852), aki magas rangú francia köztisztviselő, Napóleon prefektusa, műkedvelő festő ( David és Ingres tanítványa) és zenész (vonós hangszereken játszott), valamint jó ötven éven keresztül a francia kulturális élet egyik központi figurája és mecénása volt. Ismert mindenkit, aki számított (államférfiak, nagy személyiségek, híres nők,  festőművészek, szobrászok, zenészek, a polgári rend tisztviselői, különböző hírességek stb). Velük kapcsolatos írásai, levelezése – amelynek a katalógustól eltekintve csak egy csekély töredéke jelent meg nyomtatásban – nagyon sok érdekes információt tartalmaz, mint pl. Beethovennel való megismerkedésének körülményei és idővel elmélyülő barátságuk, aminek egyik jele az volt,  hogy kölcsönösen a másik nyelvén szólaltak meg.
Trémont 1850-ben írt végrendeletében fiatal művészek és tudósok ösztönzésére díjat alapított, amelyet évente a francia Tudományos  ill. a  Szépmüvészeti Akadémia ítélt oda. Kéziratgyüjteményét a Francia Nemzeti Könyvtárra hagyta, de túlnyomóan csak saját írásai kerültek oda, a többi „szétszóródott”. Iratai között fennmaradt Montgeroult két levele, melyek szövegéből ítélve kapcsolatuk mélyebb lehetett egy szokványos barátságnál.

### A Bourbon-restauráció és a júliusi monarchia alatt
1820. január 19-én feleségül ment a nála 19 évvel fiatalabb Édouard Dunod de Charnage grófhoz, aki egy 1444-ig visszavezethető régi francia nemesi család sarja volt a Franche-Comté-beli   Saint-Claude-ból. A család több nevezetes – filozófus, történész, régész, diplomata – taggal tűnt ki az idők folyamán. Egyiküket, Antide_Dunod-t I. Lipót császár  azzal a feladattal küldte Abaffi Mihályhoz Erdélybe, hogy nyerje meg őt, Teleki Mihály kancellárt és az erdélyi rendeket a birodalomhoz való csatlakozáshoz.
Az 1783. május 5-én született gróf 1803-ban lépett be a csendőrségbe, harcolt a negyedik koalíciós háborúban, majd miután úgy döntött, hogy közigazgatási pályára lép, kilépett a szolgálatból, és Párizsba ment. Kezdetben az Államtanács könyvvizsgálója volt. Késöbb Napóleon oldalán harcolt, annak segédtisztje lett és 1811-ben Felsö-Karintia intendánsává nevezték ki. Napóleon bukása után Párizsban telepedett le, ahol élete hátralévő részét töltötte. Kortársai három kormánykritikus könyvet tulajdonítottak neki, melyek közül kettőt D* álnéven valóban ő írt, de az anonim megjelent harmadikat Bourguignon d’Herbigni írta.
Úgyszintén 1820-ban jelent meg Hélène Montgeroult néhány évvel korábban befejezett  mesterműve, a Cours complet pour l'enseignement du fortepiano. Bár ez volt az utolsó műve, amelyet kiadott, továbbra is fenntartotta zenei szalonját. 
1826 április 7-én a gróf halálos lovasbalesete miatt ismét megözvegyült. Ekkorra egészségi állapota már kezdett megromlani. Olyannyira, hogy 1834-ben elhagyta Párizst, hogy fiával Itáliában telepedjen le: előbb Padovában, majd Pisában, végül Firenzében. Itt halt meg 1836. május 20-án, és a  Santa Croce bazilika kerengőjében temették el.

## Művei
2006-ig megtalált műveit Dorival katalogizálta.

### Koncertre szánt művei
- 3 szonáta fortepianóra, op. 1 (Conservatoire de musique, 1795). Modern kiadás: Pullman WA : vivace press, 1994, szerk. Calvert Johnson.[128]
  1. F-dúr: I. Allegro; II. Prestissimo.
  2. Esz-dúr: I. Allegro con moto; II. Allegro vivace. Modern kiadás: Éditions Modulation, 2017, szerk. Jérôme Dorival.
  3. f-moll: I. Maestoso con espressione; II. Allegro agitato.

- 3 szonáta fortepianóra, Op. 2 (Conservatoire de musique, 1800; Troupenas 1807 körül).[129]
  1. g-moll: I. Allegro con moto e espressionne; II. Presto.
  2. C-dúr: I. Allegro moderato; II. Andante quasi allegro ; III. Allegro con brio vivace.
  3. a-moll, hegedű kísérettel: I. Agitato; II. Adagio ; III. Vivace con espressione.

- Esz dúr darab fortepianóra, Op. 3 (Érard, Párizs; Garnier, Lyon 1804). Modern kiadás: Pullman WA : vivace press, 1994, szerk. Calvert Johnson.[130]
  1. Introduction Adagio non troppo
  2. Adagio sempre legato con espressione

- 3 szonáta fortepianóra, op. 5 (Érard, Párizs 1804-1807 között; F.J. Weygand, Hága 1804-1807; Érard 1811)[131]
  1. D-dúr: I. Allegro spirituo; II. Adagio non troppo; III. Allegro assai; IV. Presto.
  2. f-moll: I. Allegro moderato con espressionne; II. Aria con expressione; III. Allegro agitato con fuoco.
  3. fisz-moll:: I. Allegro spirituoso; II. Adagio non troppo ; III. Presto. Modern kiadás: Éditions Modulation, 2015, szerk Jérôme Dorival.

- Hat francia és olasz noktürn énekhangra és zongorára Pietro Metastasio szövegével, Op. 6, Érard, Párizs[132]
- Ének.[133] Louis Abadie "Recueil de Cantiques à l'usage du petit séminaire de N..." c. gyűjteményében. Mayet et Cie, 1880[134]

- Viotti 6. (Esz-dúr) hegedüversenyények zongoraátirata[135]
- Viotti 10. (B-dúr) hegedűversenyének zongoraátirata[136]
- Viotti 9. (a-moll) hegedűversenyének zongoraátirata[137]

### Nagy pedagógiai munkája

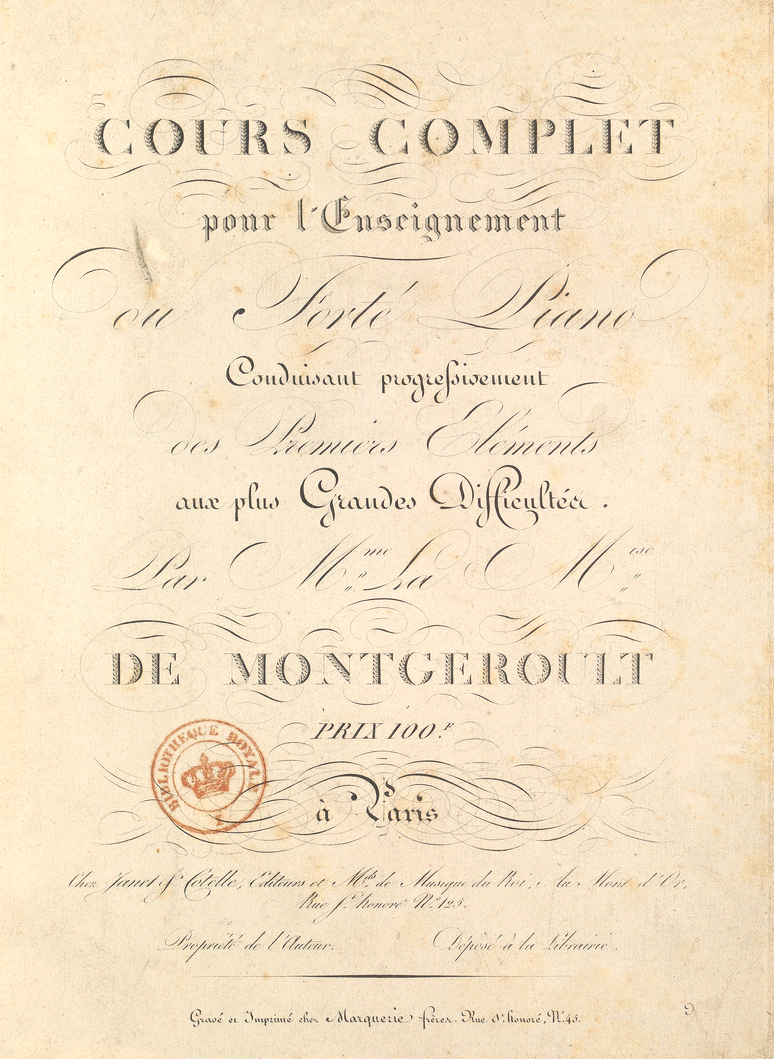
A "Cours complet pour l’enseignement du forte-piano" címlapja

Fő művét a Cours complet pour l'enseignement du pianoforte-t 1788 körül Johann Baptist Cramer tanításához kezdte el és 1812-ben fejezte be. (Arról nincs információ, hogy az egyes kompozíciók mikor keletkeztek.) 1816-ra lett  nyomdakészre gravírozva és 1820-ban jelent meg teljes terjedelmében. Három kötetben, 711 oldalon, 972 gyakorlatot, 114 etűdöt, variációkat, három fúgát és egy fantáziát (g-moll) tartalmaz. A három fuga, a fantázia és egyes etüdök modern kiadásban is megjelentek, éspedig 2017-ben az Éditions Modulation-nál, Jérôme Dorival szerkesztésében.
Az etüdöket útmutatások (Observations) előzik meg, amelyek figyelemre méltóak didaktikai éleslátásuk és a zenei elemzés szelleme miatt. Más módszerek ugyanebből a korszakból – pl. Adam, Dussek és Pleyel, Türk – nem olyan kidolgozottak, mint a „Cours complet”, mert viszonylag kevés zeneművet tartalmaznak és nem fűznek hozzájuk elemző útmutatókat. Különösen figyelemre méltó az első kötet előszava, amely Montgeroult alapvető elvi megfontolásait tartalmazza.
Hasonló mélységű pedagógia munkát egy Ignaz Moscheles és François-Joseph Fétis vezette team jelentetett meg neves pedagógusok (pl. Adam, Pleyel, Clementi, Cramer, Dussek, Hummel, Kalkbrenner, Moscheles, Ph. E. Bach, Corelli) tananyagainak és tapasztalatainak felhasználásával 1840-ben. Első kötete 109 oldalon zeneelméletet és magyarázatokkal ellátott gyakorlatokat tartalmaz alap- és középfokon; második kötete 54 oldalon a korszak neves zongoristái (pl. Chopin, Döhler, Henselt, Mendelssohn, Liszt, Moscheles, Thalberg) által haladók számára komponált koncertetüdöket.
Montgeroult hangzásideálja – Chopinhoz és Thalberghez hasonlóan – az énekhang volt, amelyet pl. a vonóshangszerek jól meg tudnak közelíteni. Ezt szerinte a zongorán is meg kell kisérelni, amely erre – bár egy teljesen új hangzásvilágot teremtett –  konstrukciójánál fogva  nem alkalmas.
Claudia Schweitzer hosszasan elemzi Montgeroult munkáját,  összehasonlítva a megelőző és a rákövetkező kor, valamint a kortársak zongorapedagógiai műveivel. Értékelését azzal zárja, hogy „A dicséretek dacára a tankönyv nem fogyott jól. Túl terjedelmes, túl drága és követelményeit tekintve a 19. századi középosztálybeli háztartások többségének számára túl ambiciózus volt.” (Adam tanművének ára 36 frank, Moschelesé  2x18=36 frank, Montgeroulté  2x55+100=210 frank volt.)
Világszerte mindössze 24 példánya marad fönn. Cramer Studio per il Pianoforte-jából több, mint tízszer annyi.

## Jelentősége
A romantikusok nagy nemzedéke csak majdnem ötven évvel Montgeroult után jelent meg. Az ő miniatűrjeik / töredékeik esztétikája, amely a romantikus zongoraművészet húsa és vére – dalok szöveg nélkül, mazurkák, keringők, impromptuk, bagatellek, karakterdarabok, mozaikformák – melyek gyakran múló pillanatok, amelyek egy-egy pedagógiai ötletet, de még inkább eredeti, kifejező és ihletett zenei invenciót testesítenek meg, már az ő tanulmányaiban is központi szerepet játszott. Megelőzte Chopin zongorastílusát azzal, hogy negyven évvel előtte azt szorgalmazta, hogy az éneklést tegyék a zongorajáték modelljévé. 
Művei majd 200 évig hiányoztak a koncerprogramokból. Munkásságáról csak elvétve születtek tanulmányok: Michel Brenet 1894-ben, Theresa Lynn Bogard 1990-ben, Calvert Johnson 1993-ban, Maria Rose van Epenhuysen 2001-ben, Anne-Noëlle Bouton, Florence Gétreau 1995-ben és Claire Laplace 2021-ben. 
Újrafelfedezése Jérôme Dorivalnak köszönhető, aki két évtizedes kutatás (és lobbizás) eredményeképpen  2006-ban kiadta Hélène de Montgeroult, la Marquise et la Marseillaise című referenciaművét, majd két CD-jét (2006-ban és 2009-ben), amelyek nagy port kavartak a francia zenekritikában, s egyúttal elindították Hélène de Montgeroult műveinek nemzetközi koncertkarrierjét és munkásságának kutatását. Kiadót is alapitott, miután senki nem vállalta Montgeroult kottáinak modern kiadását.
Könyvéhez hatalmas kutatást végzett 18. és 19. századbeli kéziratokban, publikációkban, amelyekből hosszasan idéz is könyvében. Jelentős hányaduk nem érhető el más kiadványokban ill. online. 2024-ben megjelentette könyvének új kiadását Hélène de Montgeroult : le génie d'une compositrice címmel, amely egyebek között a 2006 óta elért kutatási eredményekkel pontosított életrajzot, valamint Montgeroult műveinek részletes elemzését tartalmazza.

### Kortársai számára
Korabeli francia, angol és német újságokban nincs nyoma – hirdetés, beszámoló, kritika –, hogy nyilvánosan koncertezett volna, mint egy generációval később Maria Szymanowska, de művei megjelentek nyomtatásban és korának hivatásos zenészei nagyra becsülték.
Ernst Ludwig Gerber a „Neues historisch-biographisches Lexikon der Tonkünstler” 1813-as harmadik kötetében (kissé meghökkenve) közölte: "Montgeroult (...) A Westphal kottakatalógusában (1796. április) ezen név alatt mint gravírozott szerepel: 3 Szonáta szólózongorára, Párizs. Állítólag széleskörű tudással rendelkező nőszemély, akit a konzervatóriumban professzorként alkalmaznak."
André Grétry, korának legtöbbet játszott francia zeneszerzője már 1797-ben követendő példaként említette Montgeroult-t: „Véleményem szerint szükséges, hogy a különböző műfajok tanárai leírják gondolataikat és a tanítás során tett tapasztalataikat; – a Conservatoire-hoz száztizenöt tanár tartozik; Madame Montgeroult az egyik közülük, és köztudott, hogy hatalmas tudásának köszönhetően ő nemének büszkesége –; azután a Conservatoire öt felügyelője a szükséges sorrendbe állítja ezeket, szelektál mindezen megfontolásokból, és minden hangszerre külön kis értekezést készít.”
François Miel  (1775-1842) műkritikus szerint : "Mme de Montgeroult tudja, hogyan adjon a zongorának kitartott hangot, hosszan tartó hangokat, amelyek, engedelmesen közvetítve mindazt, amit érez, ujjai alatt a kifejezés kimeríthetetlen forrásává válnak. Amikor játszik, az ember azt hiszi, hogy egy énekes dalt hallgat, amelyet egy olyan zenekar kísér, amelynek az énekesnő a mestere. [...] Mme de Montgeroult erőteljesen küzd egy szokás ellen, amely talán a franciaországi zongoraiskola legfőbb hibája, a billentyűk püfölése ellen. [...] Boldog az a zeneszerző, aki Mme de Montgeroult-ban megtalálja tolmácsolóját! Köztudott, hogy Mme de Montgeroult zongorán fenségesen improvizál"
A Konzervatórium kürtművész tanára Louis François Dauprat  (1781–1868) Op. 25-ös, kürtre és zongorára írott három dalának ajánlásában a következőket írta: "Engedje meg, hogy ezt a szerény művet Önnek ajánljam; ezzel szinte azon ragyogó zenészek közé emelkedem, akik megtiszteltetésnek érezték, hogy Montgeroult nevét megünnepeljék – ezt a nevet, melyet az Ön csodálatos előadásmódja, figyelemre méltó művei és tudós improvizációi örökre híressé tettek. Amikor már nem lesz divat a nehézségek leküzdésének kizárólagos vágya, a század mániája; amikor a meglepetést és szorongást keltő erőpróbák és ügyességi mutatványok helyett visszatérnek a szívhez szóló, kifejező dalok; amikor végre érezhetővé válik a jobb útra térés igénye, akkor az Ön módszere, asszonyom, és annak gyönyörű etűdjei, önnek és méltó kortársainak, CLEMENTI, DUSSECK, CRAMER művei ismét fáklyaként fognak világítani a tanulni vágyó fiataloknak."
A párizsi opera igazgatóhelyettese, Éduard Monnais 1841-ben azt írta, hogy „Nem sok év telt el ennek az igazán kiváló nőnek a halála óta, és máris alig maradtak olyanok, akiknek volt szerencséjük hallani őt; de mély csodálattal, komoly és összeszedett lelkesedéssel beszélnek játékáról, amely nem mentes egyfajta miszticizmustól. Ha hihetünk vallomásuknak, a zongora soha nem árasztott volna dallamosabb, lágyabban hangsúlyozott, nemesebb és gyengédebb nyelvet, soha nem elevenedtek volna meg billentyűi nyájasabb és finomabb kifejezéssel, mint Hélène de Nervo, a későbbi Madame de Montgeroult ujjai alatt.”
Élisabeth Vigée Le Brun, Marie-Antoinette kedvenc házi festőművésze 1835-ös visszaemlékezéseiben azt írta, hogy Hélène de Montgeroult szóra bírta a billentyűket:"A hangszeres zenében hegedűsként Viotti volt a kedvencem, akinek játéka tele volt kecsességgel, erővel, érzelemmel; egyszerűen elbűvölő volt! Jarnovick, Maestrino, Henrik porosz herceg [Nagy Frigyes testvére], egy kiváló amatőr, aki elhozte nekem az első csellóját. Salentin oboázott, Hulmandel és Cramer zongorázott, és Madame de Montgerou is eljött egyszer, nem sokkal az esküvője után. Bár akkor még nagyon fiatal volt, csodálatra méltó előadásmódjával és mindenekelőtt kifejezőkészségével ámulatba ejtette egész társaságomat, amely valóban nagyon igényes volt; elérte, hogy a billentyűk beszéljenek. Időközben, és már első sorban zongoristaként, köztudott, hogy Madame de Montgerou mennyire kitűnt zeneszerzőként is."
Maria Szymanowska (1789-1831) és Marie Bigot (1786-1820) a Cours complete-t ismerték és saját tanításukban használták. Utóbbi 1816-ban zongoraleckéket adott Felix és Fanny Mendelssohnnak.
Jerôme Dorival Johann Baptist Cramer több, a Studio per il Pianoforte című gyűjteményben megjelent etűdjéről kimutatta, hogy nagyon hasonlóak Montgeroult etűdjeihez. Szerinte ezek azokra az etűdökre vezethetők vissza, amelyeket Montgeroult a fiatal Cramer képzésére komponált az 1780-as években. Szemben Montgeroult-val, Cramer semmilyen útmutatást nem adott etűdjeihez. Viszont Beethoven, aki nagyra becsülte Cramer etűdjeit és zongorajátékát, elemezte, kommentálta és fel is használta azokat tanításához. Ezeket vizsgálva Dimitris Karydis 2006-os doktori disszertációjában kimutatta, hogy Cramer etűdjei Beethoven saját zongoraműveire is nagy hatással voltak. Dorival összehasonlította a Montgeroult-ra emlékeztető Cramer etűdökhöz fűzött Beethoven-kommentárokat Montgeroult saját pedagógiai magyarázataival, célkitűzéseivel és meglepő egyezéseket talált. Elképzelhetőnek tartja, hogy a Dimitris Karydis által egyes Beethoven művekben kimutatott "Cramer-jelleg" végső soron Montgeroult-tól származik. (Beethoven és Montgeroult közötti közvetlen kölcsönhatás kizártnak tekinthető, mert egyrészt Beethoven évekkel Montgeroult etűdjeinek megjelenése előtt kommentálta Cramer etűdjeit, másrészt ezek a kommentárok csak 1893-ban kerültek nyilvánosságra.) 
Több mint negyven éven át (1788 és 1829 között) számos zeneszerző – köztük két nő – dedikált neki műveket:
- Johann David Hermann(wd) Concerto pour piano-forte no 1 en ut majeur, opus 2[179]

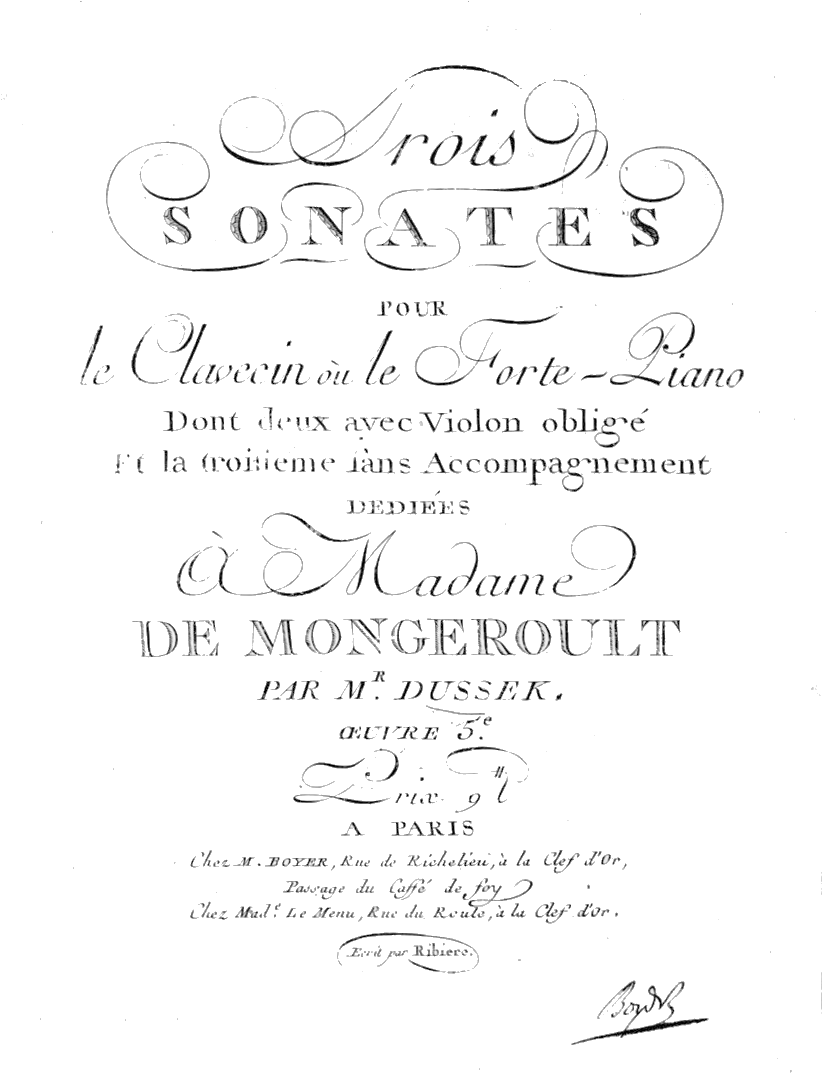
Dussek op.5-ös szonátájának címlapja az ajánlással

- Jan Ladislav Dussek, Három szonáta csembalóra vagy fortepianóra, kettő obligát hegedűvel, a harmadik kíséret nélkül, op us 5. (szerk. Boyer, 1788) [180]
  1. G-dúr szonáta fortepianóra és hegedűre
  2. B-dúr szonáta fortepianóra és hegedűre
  3. Asz-dúr szonáta fortepianóra

- Louis-François Daupret(wd) 3 Mélodies, Op.25
- Françoise Élisabeth Desfossez(wd) Piano Sonata No.2
- Louis Emmanuel Jadin(wd) Trois sonates pour forte-piano avec accompagnement de violon ad libitum (1795)[181]

- Julie Candeille(wd) Piano Sonata in E-flat major, Op.5 (Candeille, Julie)

- Philippe Libon(wd) 3 String Trios, Op.3
  1. A-dúr trió
  2. c-moll trió
  3. G-dúr trió
- Johann Baptist Cramer Dulce e Utile, hat darab fortepianóra, op. 55
  1. Allegretto non tanto ed espressivo (A-dúr)
  2. Moderato grazioso (F-dúr)
  3. Allegro giocoso e brillante (C-dúr)
  4. Allegro con brio (G-dúr)
  5. Moderato espressivo assai (f-moll)
  6. Toccatina. Presto (Asz-dúr)

- Louise de Caumont Három nagy prelűd zongorára (Revue Musicale, 5. Kötet, 614. o: Annonces.)

### Az utókor számára
A mai kritikusok úgy látják, hogy zenéje mintha Haydnt és Mozartot kötné össze Schumannal, Mendelssohnnal, Schuberttel és Chopinnel. Az elsők között volt – Mendelssohnt megelőzve –, aki szenvedélyt érzett Johann Sebastian Bach munkássága iránt, olyannyira, hogy saját etűdjeiben (például a 19. és a 25. szám) közvetlenül a  Wohltemperiertes Klavier több darabjából merített ihletet. Zongoradarabjai "valóságos ékszerek, gyakran látomásosak, és Bach hagyományában a nagy romantikus zeneszerzők mintaképei Schumanntól és Chopintől Mendelssohnig és Lisztig". "Csodálatos kapcsolat Mozart és Chopin között". "Az etűdök romantikusak és megelőzik korukat. Schubertet, Mendelssohnt és kortársaikat idézik". Már „a romantikus mozgalomhoz tartozott, egyrészt Bach műveinek újrafelfedezése révén, megelőzve ezzel a Schumann, Chopin, Mendelssohn és Liszt által megtestesített nemzedéket, másrészt a zongoráról alkotott, az éneklés mintájára készült koncepciójának és kompozícióinak látnoki aspektusa révén". "Stilárisan gyakran mutat Beethoveni, Mendelssohni és Schumanni vonásokat, ami csak a hölgy írásművészetének minőségét mutatja". „Lehet hogy a mi francia márkinénk volt az első romantikus zenészek egyike?" "Az Etűdök […] néha meglehetősen hosszú darabok, inkább a német romantika Pièces de caractères-eihez és más Klavierstücke-jeihez hasonlítanak."
Sigismund Thalberg (1812-1871), aki öt éven keresztül képezte magát az olasz énekiskola egyik leghíresebb tanárának irányításával,  1853-ban megjelent "Art du chant appliqué au piano" című gyűjteményének előszavában Montgeroult nevének említése nélkül szinte szóról szóra megismétli a Cours complet előszavának számos részletét.
Antoine-François Marmontel – többek között Georges Bizet, Henryk Wieniawski, Claude Debussy tanára – aki 1848-tól 1887-ig a párizsi Conservatoire professzora volt, a Ménestrel című folyóiratban (1877. október 30.), majd később a "Les pianistes célèbres, silhouettes et médaillons” (1878) című zenetörténeti munkájának  XXVI. fejezetében Madame de Montgeroult-ra emlékezett: "Több mint ötven évvel ezelőtt Mme de Montgeroult módszerén keresztül kezdtem el zongorázni tanulni. Ez a datálás azt sugallhatná, hogy az elméleti rész és az esztétikai megfontolások teljesen elavultak. Ez azonban nem így van, és hogy csak egy példát említsünk az ezer közül, nem tehetünk mást, mint hogy átvegyük a szerzőnek a tanfolyam előszavában adott néhány sornyi tanácsát. A "jól mondd el” axiómáinak jelen kellene lenniük azoknak a harsány virtuózoknak a fejében, akiknek látszólag egyetlen céljuk van, az izomerejük demonstrálása, a húrok és kalapácsok szétzúzása, hogy tehetségüket bizonyítsák.“
Alice Schweitzer szerint "Hélène de Montgeroult egy nagy hírű arisztokrata virtuóz volt, akinek képességei valószínűleg megmentették az életét, aki sikeresen megbirkózott a női és a hivatásos lét közötti egyensúlyozással, egy rendkívül sikeres művész a történelmi átalakulások korában, aki ugyanolyan szenvedélyesen tanított, mint amilyen szenvedélyesen zenélt." „Háromkötetes ’Cours complet pour l'Enseignement du Forté Piano’ című művével nagyszabású, szisztematikusan felépített és jól átgondolt gyakorlatgyűjteményt adott ki. Az alapjául szolgáló zongoratechnika még mindig a 18. század végének technikája, de a tanítás módja új.”
Josep Colom spanyol zongoraművész-zeneszerző szerint Montgeroult zenéje elképesztő és lenyűgöző, s az általa ismert női zeneszerzők közül ő a leglátnokibb, legeredetibb és legkreatívabb.
Az egyedüli disszonáns értékelés Marcel Jean Vilcosqui-tól származik, aki 1977-es disszertációjában  elsőként foglalkozott a nők szerepével a francia zenében. Szerinte Montgeroult a Konzervatóriumból való kiválása után ”[…] nem mutatott különösebb zenei zsenialitást, és kései etűdjei más zeneszerzők etűdjeihez képest banálisak maradtak, kevés modulációval és sztereotip formulákkal.” Véleménye téves, mert Montgeroult nem a szóbajöhető „más zeneszerzők” után, hanem majd harminc évvel Cramer, Czerny, Kalkbrenner,  Moschelesés Schubert és majd ötven évvel Thalberg, Chopin, Herz,  Kontski, Liszt, Mendelssohn és Schumann előtt született.
Helen Thomas szerint „Montgeroult portfóliója azt mutatja, hogy képes volt a történelmi és kortárs zenei gyakorlatok széleskörű ismeretére támaszkodni, ugyanakkor kreatívan kísérletezett olyan jellemzőkkel, amelyeket talán tévesen a későbbi (férfi) zeneszerzők kompozíciós ’ujjlenyomataként’ ismerünk.” Példaként a 106. (Schubert, Brahms, Chopin és Liszt), 107. (Chopin) és 111. (Schumann) etűdöt elemzi.
Jan Brachmann a 2024-es Husumi „Zongorazene ritkaságai” fesztivált dicsérve – „[…] ártalmatlan bolhapiac lenne a csodabogarak és különcök számára, ha csak a jól ismert repertoárhoz kínálna nekünk szép kiegészítéseket. De ez a fesztivál, […] minden, csak nem ártalmatlan. Szinte minden kiadásában érzékeny korrekciókkal szolgál az akadémiai oktatás és a koncertbiznisz által bebetonozott zenetörténeti felfogáshoz” –,  cikkének egyenesen a „Férfiak világa plágiumgyanú alatt” címet adva, beszámolt a Montgeroult etüdöket játszó Clare Hammond fellépéséről is: „Amit azonban a brit zongoraművésznő, Clare Hammond mond és játszik, az még az érzékeny korrekcióknál is tovább megy. Alapvetően megrendíti a XIX. század elejéről alkotott képünket.[…] Először is, tanúi vagyunk a romantikus zongoradarab születésének Franciaországban, már Mozart és Haydn életében; másodszor, a kézfejlesztő etüd már jóval Chopin előtt a szavak nélküli költészet egyik formájává vált; harmadszor, egy nő a zenetörténeti innováció és eredetiség élére áll, ahelyett, hogy a férfi avantgárd nyomát követné. Akadémiai zenetörténetírásunk – beleértve a romantika németközpontú felfogását is – tudás helyett tudatlanságon, valódi kutatás helyett a kialakult előítéletek állandó megerősítésén alapul.”

## Filmográfia
- Hélène de Montgeroult, pianiste, compositrice et pédagogue – a Párizsi Konzervatórium dokumentumfilmje Hélène de Montgeroult születésének 250. évfordulójára (szeminárium, mesterkurzus és konferencia 2014. december 4-én és 5-én  és 2015-ben a  Montgeroult kastélyban)  franciául, angol felirattal

- Making the Piano Sing: the music of Hélène de Montgeroult –  Kate Romano és Ian Buckle (piano) a Stapleford Granary programjában 2020. november 4-én angolul. Montgeroult 37., 62., 106., 98., 111. és 26. etüdjét mutatják be.

## Diszkográfia
- Bruno Robilliard. La Marquise et la Marseillaise – Études nos 3, 62, 66, 99, 101, 104, 106, 107, 111, 114, Fantaisie, Sonate & Fugue (CD), 048, Hortus (2006). OCLC 638222142
- Nicolas Stavy. À la source du piano romantique – Études nos 7, 51, 75, 77, 97, 99, 110, 112, Sonate no 8, 058. Hortus (2009). OCLC 747236049
- Pamela Dellal, Vivian Montgomery, Diane Heffner. Reviving Song – Spirited Works By Fanny Mendelssohn Hensel, Helene Montgeroult, And Louis Spohr. A Women and Music Project Production from the Women’s Studies Research Center, Brandeis University (2010). OCLC 1066256472
- Edna Stern. Hélène de Montgeroult – Sonate en fa mineur no 9, Fugue no 1 en fa mineur, Études nos 7, 17, 19, 26, 28, 37, 55, 65, 66, 104, 106, 107, Thème varié dans le genre moderne, ORC100063. Paris: Orchid Classics (2017). OCLC 981866344
- Nicolas Horvath. Montgeroult – Complete Piano Sonatas, GP885-86. Grand Piano (2021). OCLC 1291218549
- Mihály Berecz. Compositrices – New Light on French Romantic Women Composers. Bru Zane (2023). OCLC 1373389470 – 8 CD
- Clare Hammond. Hélène de Montgeroult – 29 Études from Cours complet pour l'enseignement du forte-piano, BIS2603. BIS (2022). OCLC 1346994540

## Fordítás
Ez a szócikk részben vagy egészben  a    Hélène de Montgeroult  című francia Wikipédia-szócikk ezen változatának fordításán alapul.  Az eredeti cikk szerkesztőit annak laptörténete sorolja fel. Ez a jelzés csupán a megfogalmazás eredetét és a szerzői jogokat jelzi, nem szolgál a cikkben szereplő információk forrásmegjelöléseként.